# Giovanni Battista Pergolesi
Giovanni Battista Pergolesi (Jesi, 1710. január 4. – Pozzuoli, 1736. március 16.) olasz zeneszerző, hegedű- és orgonaművész.

## Élete
Giovanni Battista Draghi (más iratok szerint Drago) a Marche tartományban, Ancona közelében fekvő Jesi városban született 1710. január 4-én. A ’’Pergolesi’’ eredetileg a Pergola településről Jesibe költözött nagyapja (név szerint Francesco) ragadványneve volt, de idővel ez vált családi névvé. Giovanni Battista zenei tanulmányait (orgona, hegedű) szülővárosában kezdte, majd tehetségének és püspöki mecénása támogatásának köszönhetően 1725-ben a nápolyi Conservatorio dei Poveri di Gesù Cristóba került, itt rövidesen ismert fiúszoprán énekes lett. 1729–30-ban az intézmény zenekarának elsőhegedűsévé nevezték ki, egyben segédtanárként is működött. 1731-ben szerezte meg diplomáját San Guglielmo-oratóriumával, de ekkoriban további jelentős műveket is komponált, többek között egy misét, egy Szent József-oratóriumot és a Salustia című opera seriát, mellyel kezdetét vette operaszerzői pályafutása.
Pergolesi 1732-től Stigliano Colonna herceg karmestere lett Nápolyban, ahol a Salustia mellett a Lo frate ’nnamorato című komédiáját is bemutatták, amely Gennaro Antonio Federico – részben nápolyi dialektusban írt – szövegkönyvére készült. Ugyanitt 1733-ban vitték színre az Il prigioniero superbo című, háromfelvonásos opera seriáját. A darab felvonásainak szüneteibe Pergolesi beiktatta a La serva padrona (Az úrhatnám szolgáló) című buffo-intermezzóját, mely páratlan sikert aratva ennek a művének maradandó népszerűséget biztosított. Ez a darab a francia opéra comique előképe volt, és 1752-ben Párizsban ez a mű lett az ún. buffonisták háborújának kirobbantója.
Utolsó nápolyi opera seria bemutatója 1734-ben a Pietro Metastasio librettójára készült Adriano in Siriát. Ennek a műnek is az lett a sorsa, hogy sikerét meghaladta a szüneteibe iktatott intermezzo musicale, a Livietta e Tracollo sikere. A karnevál idején felújított Lo Frate ’nnamorato még nagyobb népszerűséget hozott alkotójának, mint az eredeti bemutatóé és megalapozta hírnevét Nápolyon túl is.
1734. május 10-én elfoglalta Nápolyt Bourbon Károly, akit VII. Károly néven Nápoly királyává koronázták, ezzel a Habsburg udvar körüli arisztokrácia által patronált művészek kilátásai rosszabbra fordultak. Pergolesi számára a kiutat az jelentette, hogy pártfogói, a Maddaloni hercegek és a Colonna család meghívását követően Rómában debütált L’Olimpiade című – szintén Metastasio nyomán komponált operájával (1735). Rómában írta és mutatta be F-dúr miséjét is, mely Missa Romana néven máig egyik legtöbbet játszott egyházi kompozíciója. 
A római színházi élet ziláltsága és egészségének megromlása miatt Pergolesi visszatért Nápolyba. Il Flaminio című – ismét Gennaro Antonio Federico szövegkönyvére komponált – darabja több szempontból is figyelemre méltó. A szereplők társadalmi helyzetének megfelelően váltogatja a nyelvi dialektust és a zenei kifejezésmódot: az irodalmi nyelv és a nápolyi dialektus, illetve az opera seria komoly áriái és folklorisztikus, buffo elemek váltogatják egymást. E mű nagy sikere nyomán felkérést kapott egy 1735. december 1-jére kitűzött főúri esküvő zenéjének megírására, de tuberkulózisa súlyosbodásával a munkát félbe kellett hagynia. Pozzuoliba, a kapucinusok kolostorába vonult vissza, ahol kedvezőbb volt a klíma és biztosított volt az orvosi segítség. Ott írta meg utolsó művét, a Stabat Matert, amit a hagyomány szerint halála napján fejezett be. 1736. március 16-án, alig 26 évesen hunyt el.

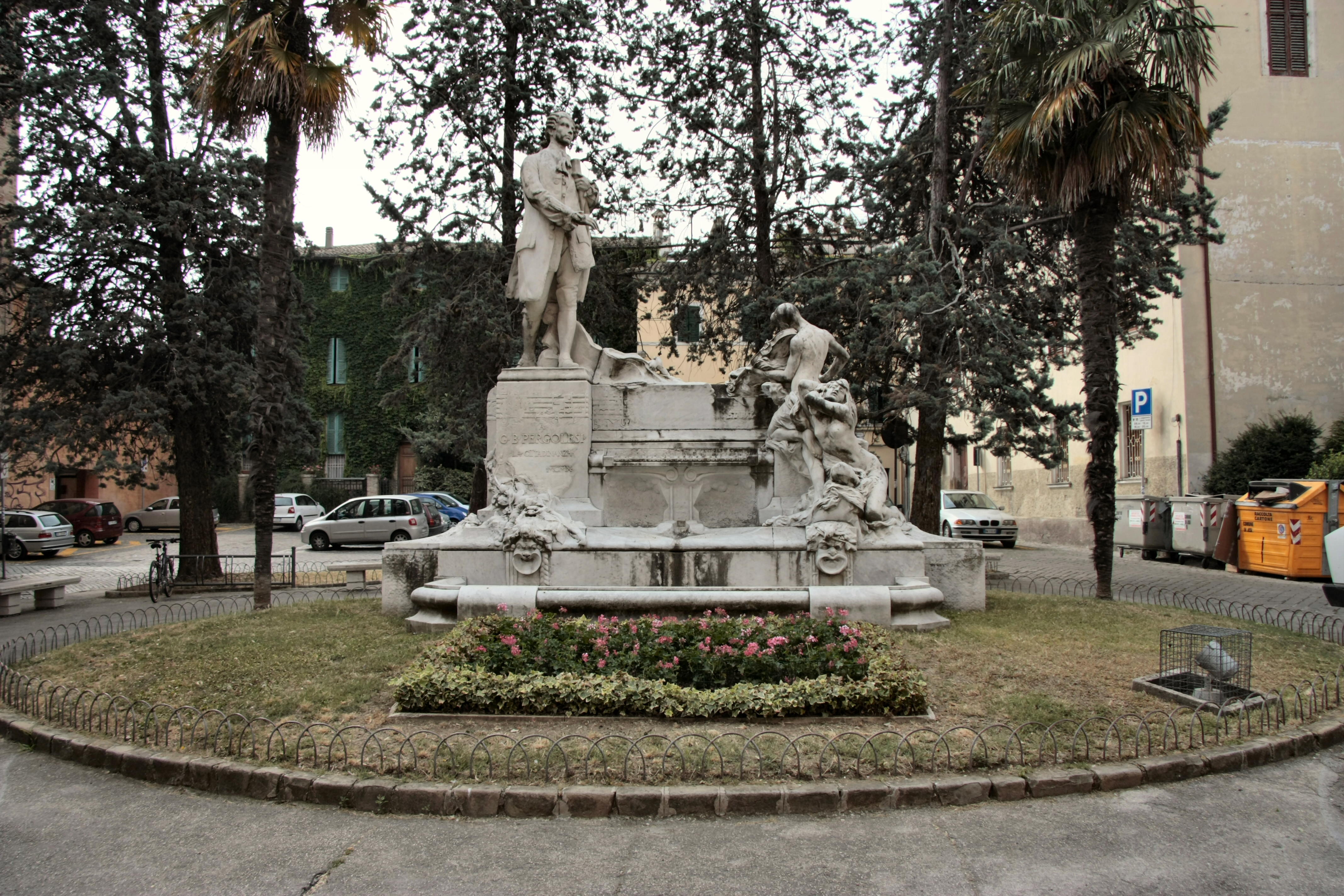
A Pergolesi-emlékmű Jesiben

## Magyarul
- Pergolese: Szobaleány őnagysága. Intermezzó / Mozart: A színházigazgató. Víg dalmű; ford. Boldogh Lajos; M.Á.V. Ny., Budapest, 1924